# 游劝荣
游劝荣（1963年8月—），福建上杭人，汉族，1983年7月参加工作，1985年3月加入中国共产党，福建师范大学经济学院政治经济学专业博士研究生，经济学博士学位。第十二届全国人民代表大会湖南地区代表。第十二、第十三届全国人大代表。
1983年毕业于西南政法学院法律系法律专业，2002-05年在福建师范大学经济学院政治经济学专业在职研究生学习，获经济学博士学位。
历任福建省司法厅政策研究室副主任，福建省法学会秘书长，福建省人民政府法制局副局长，福建省人大常委会法制工作委员会副主任，福建省人大法制委员会副主任委员、省人大常委会法制工作委员会主任，福建省人大常委会副秘书长、办公厅主任等职。2013年1月，转任湖南省人民检察院检察长、党组书记。同年，担任十二届全国人大代表。2018年2月24日，当选为第十三届全国人大代表。2019年1月改任湖北省高级人民法院院长、党组书记。